# イエメン料理

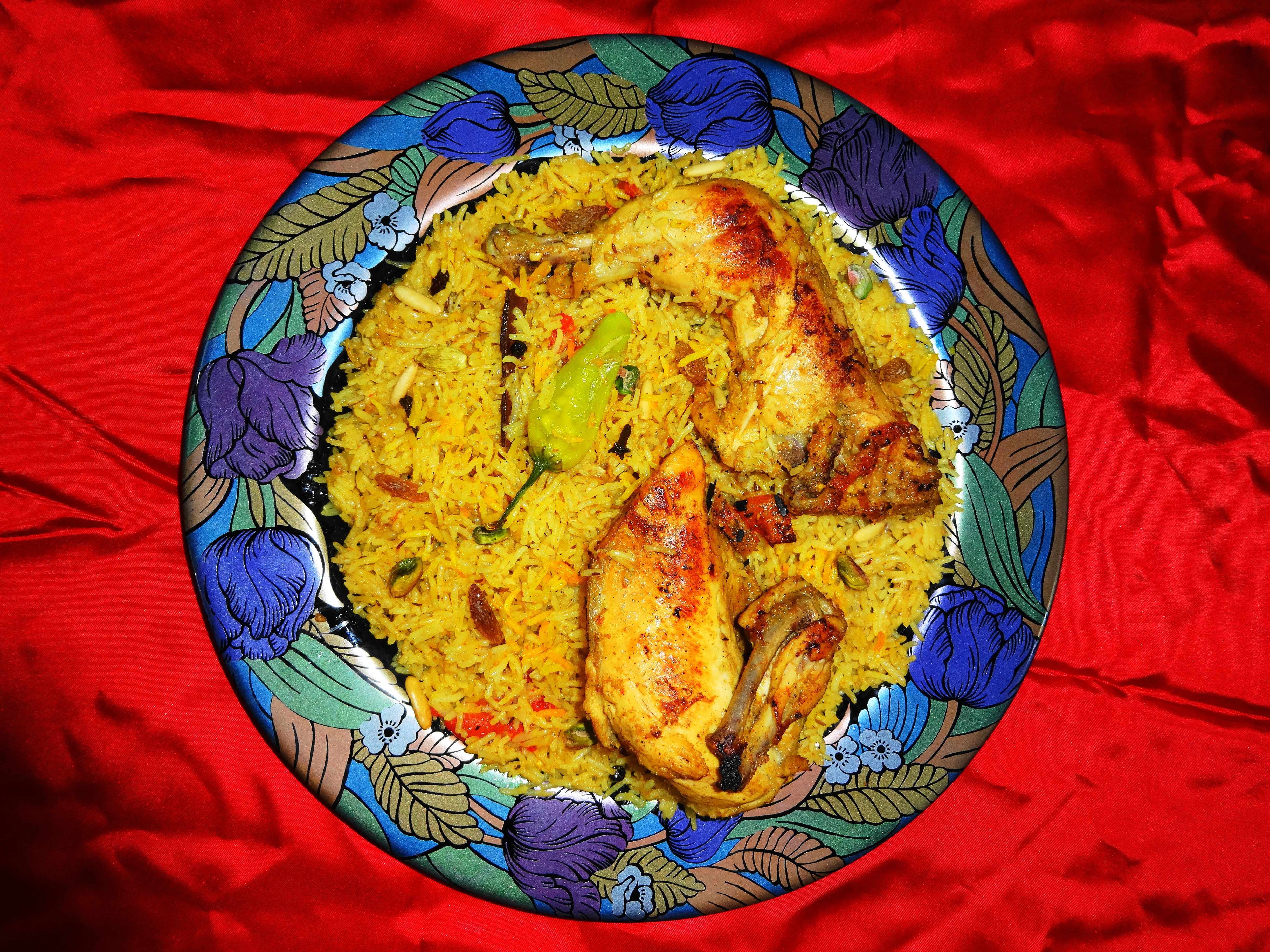
鶏肉を使用したマンディー

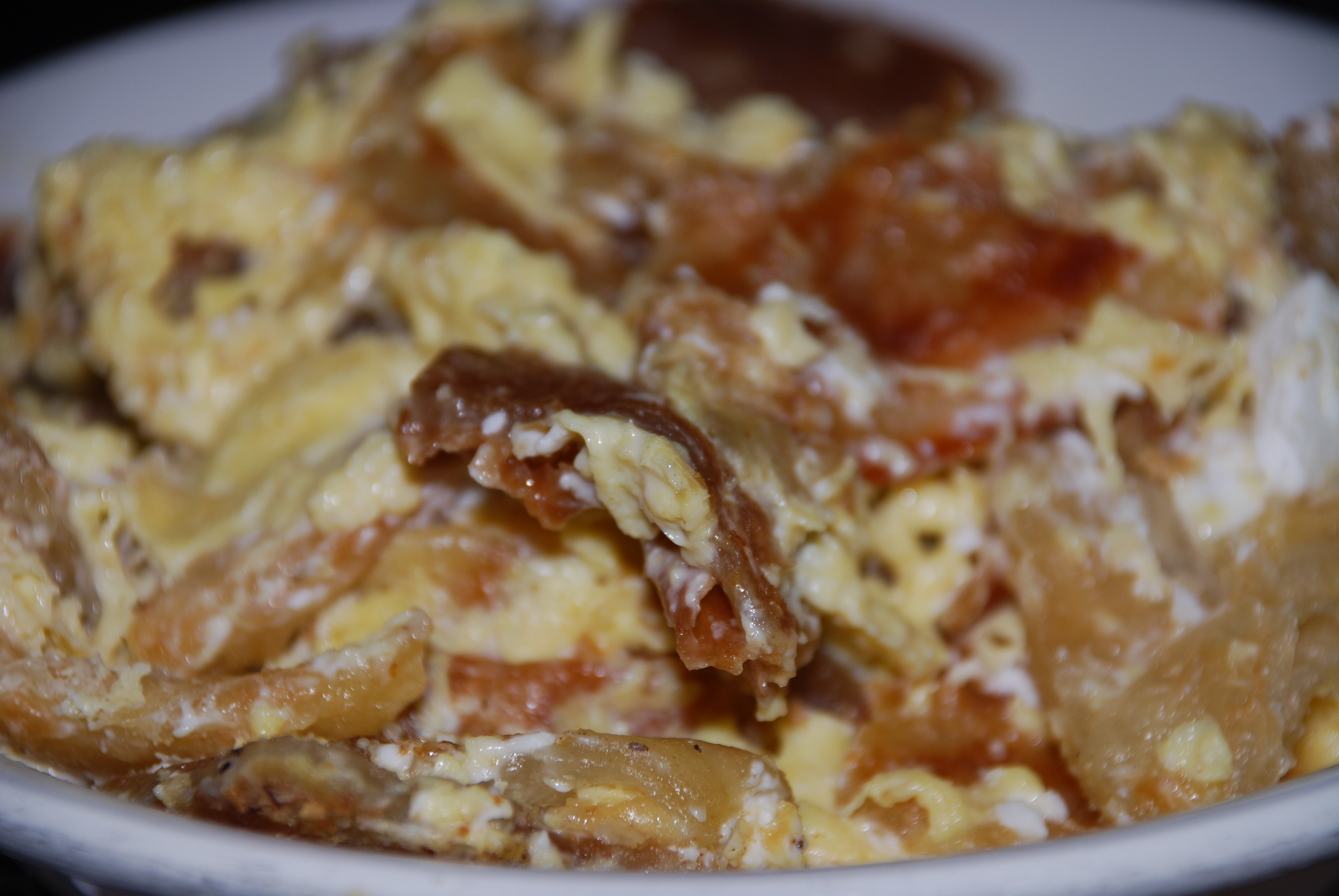
ファトゥート

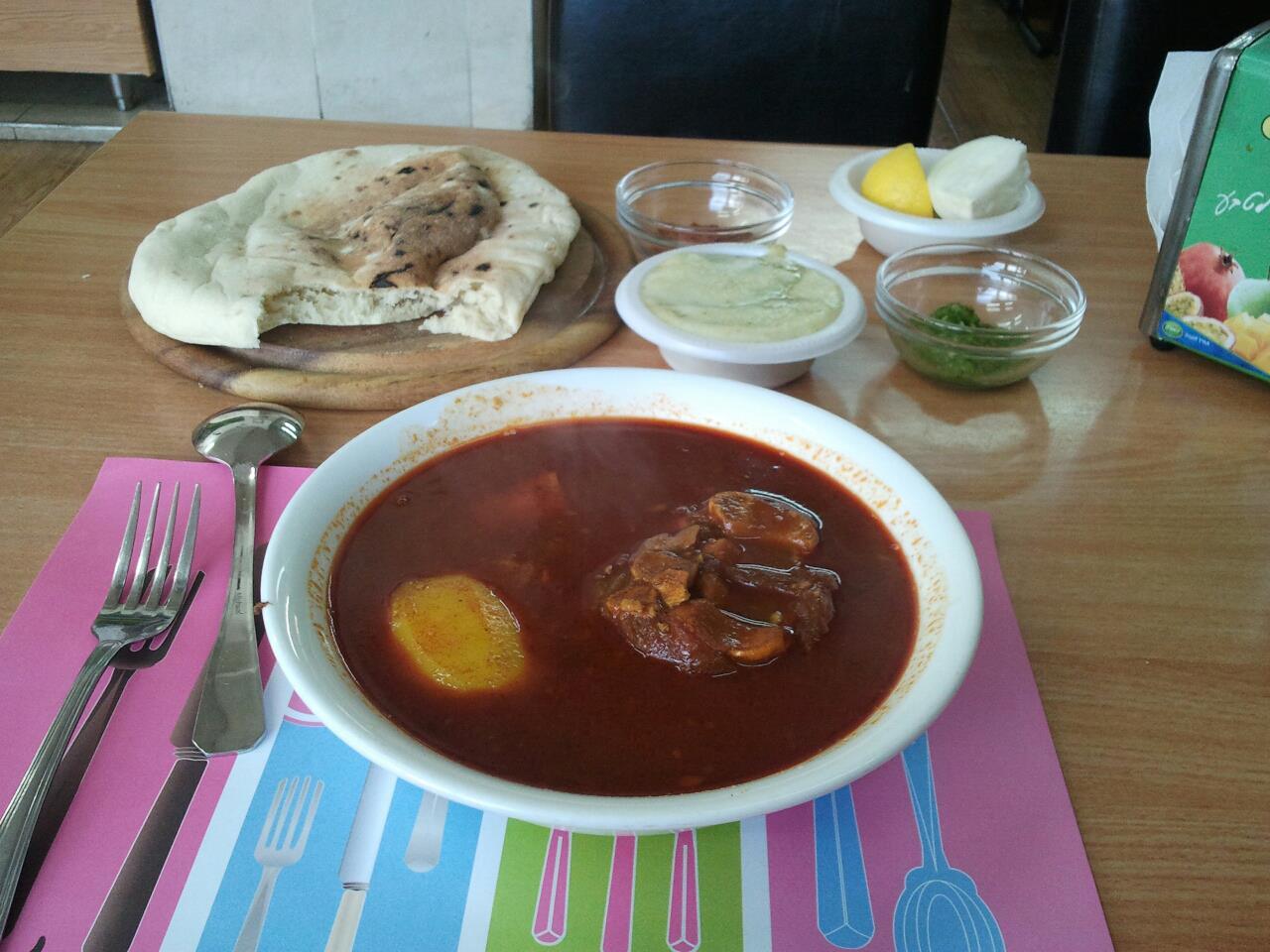
牛肉を使用したスープ

イエメン料理（イエメンりょうり）はイエメンで主に食されている料理である。イエメン料理は中東地域に共通して見られる料理とは大きな隔たりがあり、さらに国内でも地域によって料理に大きな違いがある。歴史を通じ、イエメン料理は北部地域においてオスマン帝国の料理の影響を受けている。一方、南部地域にあるアデンではムガル帝国の料理の影響が見られる。しかし、これらの影響は過去300年間の間に受けたものであり、現代においては、イエメン料理は湾岸諸国においても一般的な料理となっている。

## 肉
鶏肉、ヤギ、羊肉が多く食されており、高価な牛肉は消費量が少ない。魚肉も食され、特に海に面した地域では消費量が多い。チーズ、バター、その他の乳製品はイエメン料理においてはあまり一般的には使用されていない。バターミルクは牧畜の盛んな地域では日常的に使用されている。一般的に使用されている油は植物油やギーであり、ペイストリーを作る際にはセムン（Semn、سمن）として知られる澄ましバターを使用する。

## 香辛料
ハワイージュ（hawayig）として知られる香辛料は多くのイエメン料理に使用されている。ハワイージュにはアニスシード、フェンネルシード、ショウガ、カルダモンが含まれている。

## 伝統料理
イエメンで人気のある料理としては、アシード、ビント・アルサフン（Bint AlSahn）、ズルビヤーン（Zurbiyan）、ファフサ、ファテ、ファトゥート、フール・メダメス、ハリーシュ（hareesh）、ジャフヌン、コムロ（komroh）、マンディー、ムタッバク、サマク・モファ（Samak Mofa）、シャフート（shafut）、スクッグなどがあげられる。

### サルタ
国内の地域ごとに独自の料理文化を持つものの、サルタ（سلتة、Saltah）は国民食と考えられている。ベースとなるのはマラク（maraq、مرق）と呼ばれる肉のシチューであり、フェヌグリーク、サハーウィク（سحاوق、sahawiq）もしくはサホウカ（sahowqa、トウガラシ、トマト、ニンニク、ハーブを混ぜ込んだもの）、コメ、ジャガイモ、スクランブルエッグ、野菜が添えられることが一般的である。イエメンの平パンとともに食べることが多い。

### オグダ
オグダ（عقدة、Ogdat、アラビア語で結び目を意味する）は様々な材料を合わせた後煮込んで作るシチューである。オグダには様々な種類があり、羊肉、鶏肉、魚肉などの肉類を細かく刻んだ後トマト、ニンジン、ジャガイモ、ズッキーニなどを含む様々な野菜とともに煮込んで作る。

## パン
タワ（Tawa）、タミーズ（Tameez）、ラホーハ、マルーガ、カデル（Kader）、ファティール、クダム（Kudam）、ラシューシュ（Rashoosh）、オシャール（Oshar）、ハミラ（Khamira）、マラアワフなどがイエメンで一般的に食されているパンである。 平パンは家庭にあるタブーン（تبون、taboon）と呼ばれる釜で焼いて作られる。マルーガ、フブズ、ハミラなどが家庭で作られることの多いパンである。店で購入するピタやロティ（フランスパンに似たロールパン）もまた一般的である。

## 飲料

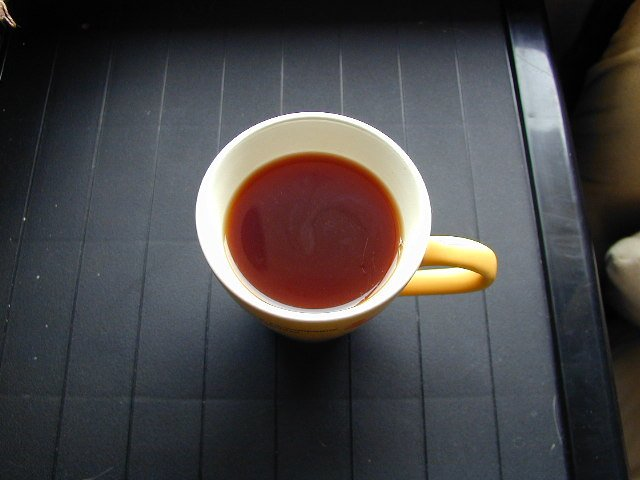
紅茶

シャーヒ・ハリーブ（Shahi Haleeb、カート使用後に飲む）、紅茶（クローブ、カルダモン、ミントを加える）、キシュル（コーヒー豆の殻を使用して作る）、カフワ（Qahwa、コーヒー）、カルカディン（Karkadin、乾燥させたハイビスカスの花の茶)、ナケエ・アル・ザビーブ（Naqe'e Al Zabib、レーズンを使用した冷たい飲料）、ディバア（diba'a、ネクターを絞ったもの）はイエメンで一般的に見られる飲料である。マンゴーやグァバのジュースも人気がある。
コーヒーや茶はイエメンで一般的に愛好されているが、サナアではコーヒーが好まれる一方で、黒茶はアデンやハドラマウトで好まれる飲料となっている。 茶は朝食、昼食（デザートと共に供されることもある）、夕食の際に食事とともに出される。茶はクローブ、カルダモンやミントを加えて飲むことが多い。コーヒー豆の殻から作るキシュルと呼ばれる飲み物もまた人気がある。